# Protodriloides
Bei der Gattung Protodriloides, die gleichzeitig die monogenerische Familie Protodriloididae bildet, handelt es sich um eine 2 bekannte Arten zählende Gruppe winziger bis kleiner, im Sandlückensystem lebender und sich von Bakterien und anderen Mikroorganismen ernährender Vielborster (Polychaeta), die in Meeren weltweit zu finden sind.

## Merkmale
Die Protodriloididae haben einen schlanken und flachen Körper, der bis zu 13 mm lang wird und 50 Segmente zählen kann. Das Prostomium trägt vorn zwei kräftige Palpen („Tentakel“), die anders als bei den Protodrilidae und Saccocirridae nicht ins Prostomium „eingepflanzt“, sondern dessen direkte Erweiterungen sind. Am Prostomium sitzen zwei Nuchalorgane, doch fehlen Augen ebenso wie die für die Protodrilidae typischen „Statocysten“. Der ventral gelegene Pharynx hat keine Zunge. Am segmentierten Rumpf verläuft ventral eine Wimperreihe, und am Pygidium sitzen zwei klebrige Lappen. Parapodien fehlen, doch können Borsten in Form distal gezähnter Haken vorhanden sein.

## Verbreitung und Lebensraum
Die Protodriloididae leben ähnlich den Protodrilidae im Sandlückensystem von Sedimentböden in Meeren weltweit, wo sie sich mithilfe ihrer bauchseitigen Wimperreihe fortbewegen und sich mithilfe ihrer segmentweise angeordneten Klebdrüsen oder auch ihrer Borsten an die Sandkörner anheften.

## Entwicklungszyklus
Die Protodriloididae sind getrenntgeschlechtlich. Die Weibchen scheiden Kokons ab, in die sie eine kleine Anzahl großer, dotterreicher Eier legen. Die Eier werden vermutlich im Zuge einer Scheinbegattung im Kokon durch die kugeligen, geißellosen Spermien befruchtet. Die Zygoten entwickeln sich im Kokon in einem Zeitraum von bis zu 25 Tagen zu kriechenden Würmern, die den Adulttieren bereits weitgehend gleichen.

## Systematik
Die beiden einzigen bekannten Arten der Familie sind Protodriloides symbioticus und Protodriloides chaetifer. Sie wurden in die Gattung Protodrilus gestellt, bis Claude Jouin 1966 grundlegende Unterschiede im Bau der Tentakel und der Fortpflanzungsbiologie erkannte, weshalb sie die neue Gattung Protodriloides aufstellte. Auf Grund einer phylogenetischen Studie errichtete sie 1988 gemeinsam mit Günter Purschke die eigene monogenerische Familie Protodriloidae, für die 1997 von Kristian Fauchald und Gregory Rouse der neue Name Protodriloididae gewählt wurde.

### Arten
Zur Familie Protodriloididae und ihrer einzigen Gattung Protodriloides gehören folgende Arten:
- Protodriloides symbioticus (Giard, 1904)
- Protodriloides chaetifer (Remane, 1926)